# Udinese Calcio
Udinese Calcio är en italiensk fotbollsklubb från Udine. Klubben bildades redan 1896 och spelar i Serie A sedan 1995.
Laget spelar sina hemmamatcher på Stadio Friuli som har en maxkapacitet på 41 652 platser, nu reducerat till 30 000. En ombyggnad av arenan blev officiell i juli 2012, den nya arenan kommer inte att ha löparbanor och alla platser, 25 000, kommer att vara täckta.
Klubben har ett stort antal fans i hela Friuli och i de kringliggande omgivningarna. Klubben är också känd för sin unga seniortrupp, som alltid tillhör de yngsta i Serie A.

## Kända spelare
| Italien - Beniamino Abate - Marco Branca - Franco Causio - Morgan De Sanctis - David De Michele - Antonio Di Natale - Stefano Fiore - Claudio Garella - Giuliano Giannichedda - Vincenzo Iaquinta - Paolino Pulici - Fabio Quagliarella - Dino Zoff - Lorenzo Bettini - Valerio Bertotto Sverige - Arne Selmosson - Bengt Lindskog - Henok Goitom - Mathias Ranégie - Melker Hallberg Argentina - Abel Balbo - Daniel Bertoni - Roberto Sensini Belgien - Régis Genaux - Olivier Renard - Johan Walem Brasilien - Márcio Amoroso - Edinho - Zico |  | Chile - David Pizarro - Alexis Sánchez - Mauricio Isla Colombia - Juan Cuadrado - Cristián Zapata Danmark - Thomas Helveg - Martin Jørgensen Ghana - Stephen Appiah - Sulley Muntari Marocko - Mehdi Benatia Peru - Gerónimo Barbadillo Slovenien - Samir Handanović Spanien - Ricardo Gallego Tjeckien - Marek Jankulovski Tyskland - Oliver Bierhoff |

## Svenska spelare
- Kurt Andersson
- Joel Ekstrand
- Henok Goitom
- Melker Hallberg
- Svante Ingelsson
- Andreas Landgren
- Bengt Lindskog
- Mathias Ranégie
- Ken Sema
- Arne Selmosson
- Patrik Fredholm

## Ligaplaceringar under 2000-talet
| Säsong    | placering | Serie   |
| --------- | --------- | ------- |
| 2018/2019 | 12        | Serie A |
| 2017/2018 | 14        | Serie A |
| 2016/2017 | 13        | Serie A |
| 2015/2016 | 17        | Serie A |
| 2014/2015 | 16        | Serie A |
| 2013/2014 | 13        | Serie A |
| 2012/2013 | 5         | Serie A |
| 2011/2012 | 3         | Serie A |
| 2010/2011 | 4         | Serie A |
| 2009/2010 | 15        | Serie A |
| 2008/2009 | 7         | Serie A |
| 2007/2008 | 7         | Serie A |
| 2006/2007 | 10        | Serie A |
| 2005/2006 | 13        | Serie A |
| 2004/2005 | 4         | Serie A |
| 2003/2004 | 7         | Serie A |
| 2002/2003 | 6         | Serie A |
| 2001/2002 | 14        | Serie A |
| 2000/2001 | 12        | Serie A |
| 1999/2000 | 8         | Serie A |

## Champions League-deltagande
- 2005/2006 Gruppspel
- 2011/2012 Kval
- 2012/2013 Kval